# NGC 5771
NGC 5771 é uma galáxia elíptica (E) localizada na direcção da constelação de Boötes. Possui uma declinação de +29° 50' 45" e uma ascensão recta de 14 horas, 52 minutos e 14,2 segundos.
A galáxia NGC 5771 foi descoberta em 16 de Maio de 1784 por William Herschel.